# Condado de Alcubierre

Escudo del municipio de Alcubierre (Huesca), al cual hace referencia el título de conde de Alcubierre.

El condado de Alcubierre es un título nobiliario español creado con carácter vitalicio y grandeza de España por el rey Alfonso XIII de España, que fue concedido, mediante real decreto del 6 de mayo de 1909 y despacho del 6 de agosto del mismo año, en favor de María del Pilar de Sentmenat y Patiño Despujol y Osorio, dama de la reina.
Por real decreto del 16 de diciembre de 1911 y despacho expedido del 31 de enero de 1912, el título pasó a ostentarse con carácter perpetuo y hereditario.

## Denominación
Su denominación hace referencia a la localidad de Alcubierre, en la provincia de Huesca.

## Escudo de armas del condado de Alcubierre
En campo de gules, tres cartelas de plata, cargada cada una de un vuelo bajado, de azur, perfilado de oro.
Elenco de Grandezas y Títulos Nobiliarios Españoles (2012).

## Condes de Alcubierre
|                           | Titular                                                 | Periodo                   |
| Creación por Alfonso XIII | Creación por Alfonso XIII                               | Creación por Alfonso XIII |
| ------------------------- | ------------------------------------------------------- | ------------------------- |
| I                         | María del Pilar de Sentmenat y Patiño Despujol y Osorio | 1909-1927                 |
| II                        | Alfonso Escrivá de Romaní y Sentmenat                   | 1927-1978                 |
| III                       | Juan Antonio Escrivá de Romaní y Orozco                 | 1979-1982                 |
| IV                        | Alfonso Escrivá de Romaní y Vereterra                   | 1983-actual titular       |

## Historia de los condes de Alcubierre
- María del Pilar de Sentmenat y Patiño Despujol y Osorio (n. Barcelona, 16 de abril de 1860), I condesa de Alcubierre, dama de la reina y de la Orden de María Luisa.[4]

Casó con Joaquín Escrivá de Romaní y Fernández de Córdoba (1858-1897), VII marqués de Aguilar de Ebro, IV marqués de Monistrol de Noya, III marqués de San Dionís, XV barón de Beniparrell. El 6 de junio de 1928 le sucedió su hijo:
- Alfonso Escrivá de Romaní y Sentmenat (Barcelona, 29 de noviembre de 1894-1978), II conde de Alcubierre, VII conde de Glimes y I conde de Glimes de Brabante, IV marqués de San Dionís, caballero maestrante de Valencia, del cuerpo de la Nobleza de Cataluña y de la Real Hermandad del Santo Cáliz.[2]

Casó en primeras nupcias en Madrid, el 18 de abril de 1928, con María Antonia Orozco y Rofazza, y en segundas nupcias en Comillas (Santander), el 25 de agosto de 1948, con María Teresa de la Vega y Rivero. El 3 de octubre de 1980, previa orden del 30 de julio de 1979 para que se expida la correspondiente carta de sucesión (BOE del 25 de agosto), le sucedió, de su primer matrimonio, su hijo:
- Juan Antonio Escrivá de Romaní y Orozco (m. Madrid, 13 de julio de 1982), III conde de Alcubierre y V marqués de San Dionís.[7]

Casó en Madrid, el 27 de octubre de 1955, con Mercedes de Vereterra y Vereterra (m. 2003). El 6 de junio de 1983, previa orden del 28 de marzo de 1983 para que se expida la correspondiente carta de sucesión (BOE del 9 de mayo), le sucedió su hijo:
- Alfonso Escrivá de Romaní y Vereterra (n. Madrid, 16 de septiembre de 1956), IV conde de Alcubierre, VI marqués de San Dionís, comandante de caballería, cruz del Mérito Militar.[7]